# Cernon (Jura)
Cernon ist eine französische Gemeinde im Département Jura in der Region Bourgogne-Franche-Comté. Sie gehört zum Arrondissement Lons-le-Saunier und zum Kanton Moirans-en-Montagne.

## Geografie
Cernon liegt am südlichen Ende des Lac de Vouglans, der vom Ain durchflossen wird, an dessen rechtem Ufer. Die Nachbargemeinden sind Sarrogna im Norden, Onoz im Nordosten, Lect im Südosten, Vescles im Südwesten, Arinthod und Valzin en Petite Montagne im Westen sowie Fétigny im Nordwesten.

## Weblinks

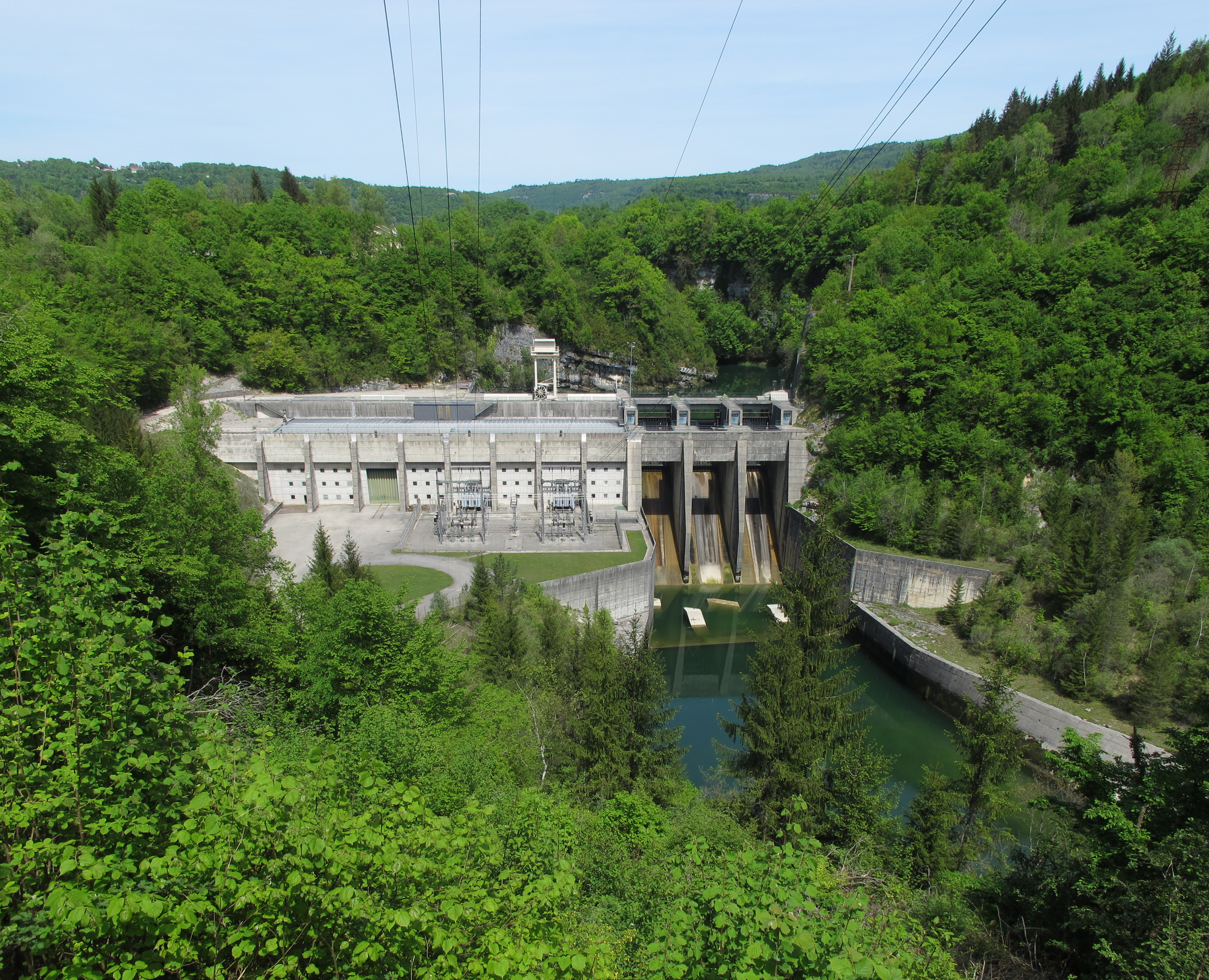
Talsperre am Lac de Vouglans

## Bevölkerungsentwicklung
| Jahr                       | 1962 | 1968 | 1975 | 1982 | 1990 | 1999 | 2008 | 2019 |
| Einwohner                  | 321  | 313  | 228  | 225  | 268  | 254  | 258  | 237  |
| Quellen: Cassini und INSEE |      |      |      |      |      |      |      |      |